# Abrud
Abrud (en húngaro: Abrudbánya; en alemán: Großschlatten, Grossschlatten; en latín: Colonia Auraria Maior) es una ciudad de Rumania en el distrito de Alba, en Transilvania. 
El municipio lo componen Abrud (centro), Abrud-Sat, Gura Cornei y Soharu. Contaba con 5.072 habitantes en 2011.

## Geografía

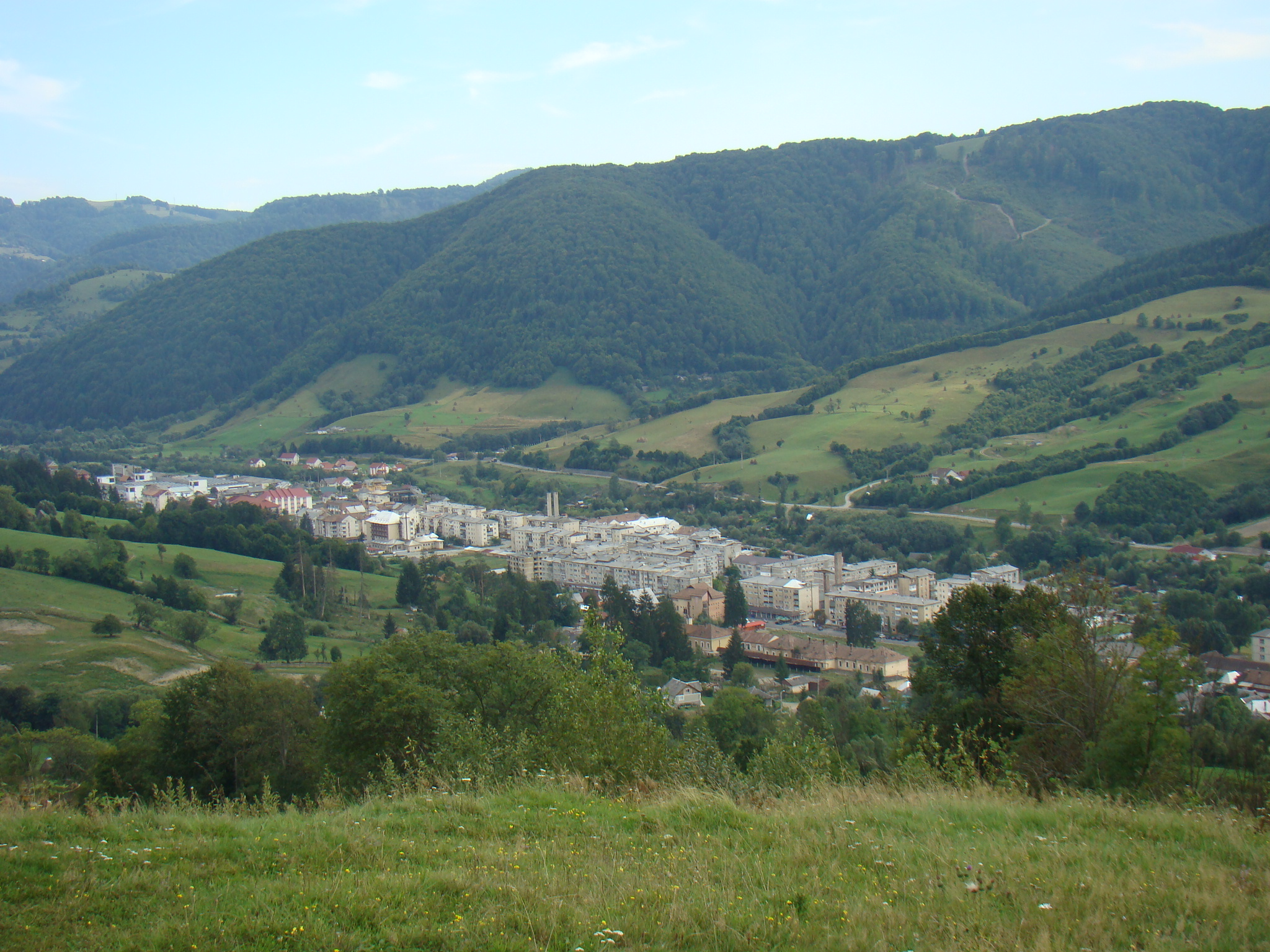
Panorama de Abrud.

Se encuentra a una altitud de 599 m s. n. m. a 417 km de la capital, Bucarest. La ciudad se extiende a lo largo del río homónimo en la depresión de Abrud en un espacio de relieve ondulado formado por el contacto entre los montes Găina y los montes Metaliferi, al este del Țara Moților. Al norte, Abrud está protegido por el Dealul Băieșilor (872 m), el Dealul Hebatului (902 m) y el Dealul Orzena (868 m), y al sur por el Dealul Ciuta (899 m) y el Vârful Stiurt (941 m). Al este, está el Vârful Citera (830 m), el Piatra Rară (880 m) y el Dealul Lazărului (817 m).

### Clima
| Parámetros climáticos promedio de Abrud                              | Parámetros climáticos promedio de Abrud | Parámetros climáticos promedio de Abrud | Parámetros climáticos promedio de Abrud | Parámetros climáticos promedio de Abrud | Parámetros climáticos promedio de Abrud | Parámetros climáticos promedio de Abrud | Parámetros climáticos promedio de Abrud | Parámetros climáticos promedio de Abrud | Parámetros climáticos promedio de Abrud | Parámetros climáticos promedio de Abrud | Parámetros climáticos promedio de Abrud | Parámetros climáticos promedio de Abrud | Parámetros climáticos promedio de Abrud |
| Mes                                                                  | Ene.                                    | Feb.                                    | Mar.                                    | Abr.                                    | May.                                    | Jun.                                    | Jul.                                    | Ago.                                    | Sep.                                    | Oct.                                    | Nov.                                    | Dic.                                    | Anual                                   |
| -------------------------------------------------------------------- | --------------------------------------- | --------------------------------------- | --------------------------------------- | --------------------------------------- | --------------------------------------- | --------------------------------------- | --------------------------------------- | --------------------------------------- | --------------------------------------- | --------------------------------------- | --------------------------------------- | --------------------------------------- | --------------------------------------- |
| Temp. máx. media (°C)                                                | 0.8                                     | 2.8                                     | 7.4                                     | 13.7                                    | 18                                      | 21.2                                    | 22.9                                    | 23.3                                    | 18.4                                    | 13.2                                    | 7.9                                     | 2.2                                     | 12.7                                    |
| Temp. media (°C)                                                     | -2.7                                    | -1.1                                    | 3.1                                     | 9                                       | 13.6                                    | 17                                      | 18.7                                    | 19                                      | 14.2                                    | 9                                       | 4.2                                     | -1                                      | 8.6                                     |
| Temp. mín. media (°C)                                                | -5.9                                    | -4.7                                    | -1.2                                    | 3.9                                     | 8.5                                     | 11.9                                    | 13.8                                    | 14.2                                    | 10                                      | 5.2                                     | 1.2                                     | -3.8                                    | 4.4                                     |
| Precipitación total (mm)                                             | 56                                      | 53                                      | 71                                      | 97                                      | 131                                     | 149                                     | 149                                     | 108                                     | 84                                      | 62                                      | 60                                      | 66                                      | 1086                                    |
| Fuente: https://en.climate-data.org/europe/romania/alba/abrud-44395/ |                                         |                                         |                                         |                                         |                                         |                                         |                                         |                                         |                                         |                                         |                                         |                                         |                                         |

## Demografía
Según estimación 2012 contaba con una población de 5 462 habitantes.
| 1948  | 1956  | 1966  | 1977  | 1992  | 2002  | 2012  |
| 2 656 | 4 411 | 5 150 | 5 315 | 6 729 | 6 195 | 5 462 |

### Composición étnica y religiosa
Según datos de 2011, la mayoría de los habitantes son de etnia rumana (92,72%). El 1,08% pertenece a otras etnias, mientras que de un 6,19% se desconoce su pertenencia étnica.
Desde el punto de vista confesional, la religión mayoritaria es la ortodoxa (87,07%). Existen minorías de bautistas (2,43%) y pentecostales (1,46%). No se conoce la filiación confesional de un 6,27% de la población.

## Historia

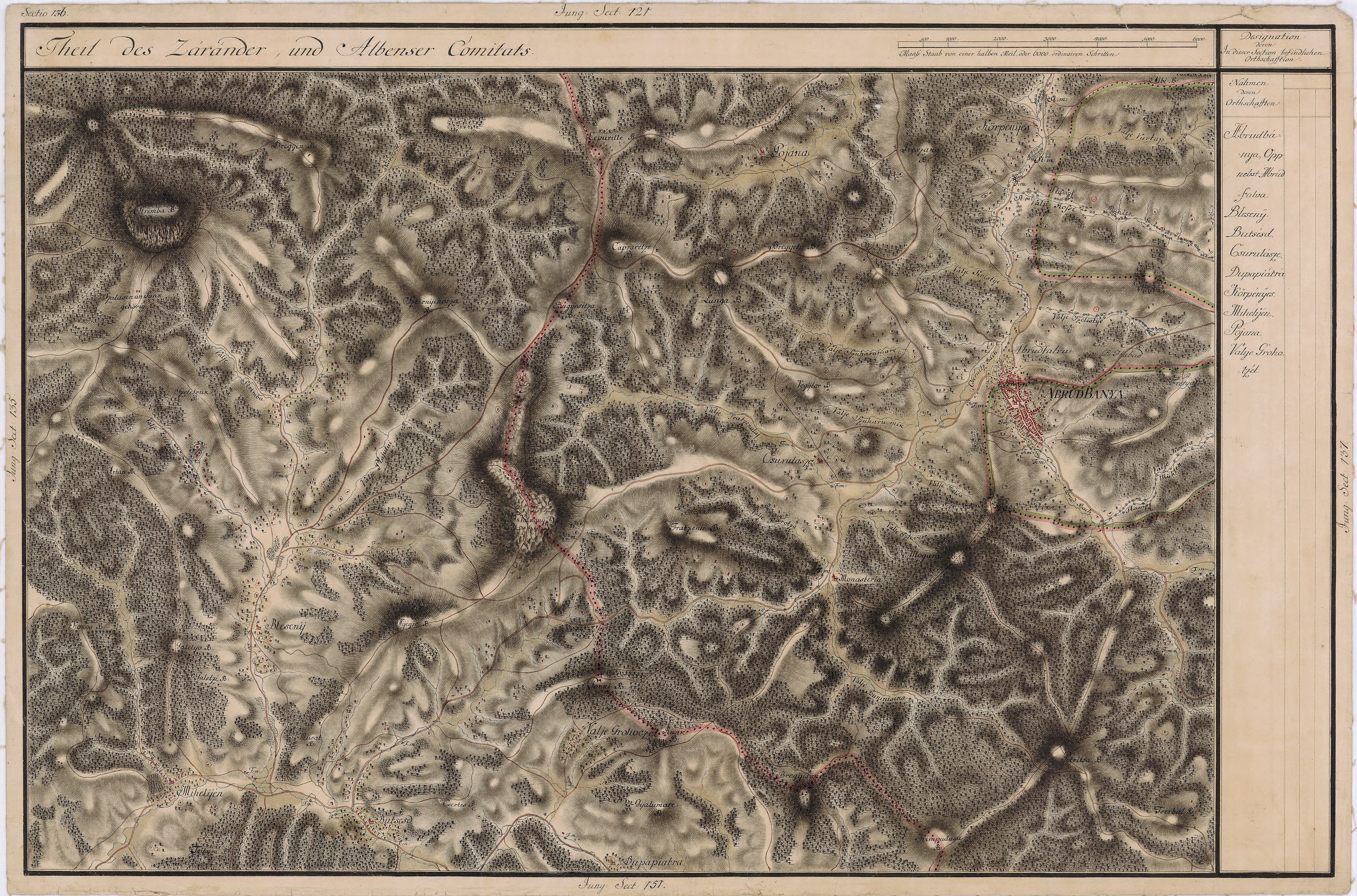
Abrud en el Josephinische Landesaufnahme de 1769-1773.

En la localidad se hallaron una cadena y un brazalete de oro típicos de la última parte de la cultura de Hallstatt. En época daciorromana se edificó aquí el asentamiento Abruttus, probablemente un vicus, junto al cual se encontraba una pequeña fortificación para observar y defender el gran centro aurífero cercano, Alburnus Maior, actualmente Roșia Montană. En Abrud había un Collegium aurariarum. Los restos romanos son abundantes, destacan al respecto tres tablillas enceradas. Se estima que la localidad romana fue fundada en el siglo II y abandonada en el siglo III.
La ciudad está documentada desde 1271 con el nombre terra Obruth, cuyo origen podría ser una palabra dacia para el oro, obrud, que cambiaría la vocal inicial a una "a" en un desplazamiento vocálico característico del húngaro medieval. Otras teorías afirman que el origen está en el griego obruda para el oro fundido. Otras denominaciones halladas en los documentos incluyen Onrudbania (1320), Zlathnyabánya, Abrudbánya 1425), civitas Altenburg (1427) o Abrugybánya (1585).
Con el establecimiento de los magiares en la región, la localidad pasó a formar parte de los territorios del ban Yula del clan Kán. Si inicialmente en esta época la minería era llevada a cabo por los lugareños, progresivamente llegaron colonos sajones por iniciativa real que les otorgaba ciertos privilegios. Los documentos medievales muestran que, a partir de 1427, el asentamiento se convirtió en una "ciudad" (civitas), ganando algunos privilegios y convirtiéndose en el segundo centro en importancia de la Țara Moților, tras Campeni. En 1471, el rey Matías concedió a los sajones una patente de lavado de oro para toda Transilvania. Para asegurar el diezmo, ordena redimir en la Real Hacienda el oro y la plata producidos. Esta disposición es repetida por el Parlamento de 1519. En 1491 se le concedió el estatus de ciudad libre.
La región aurífera de Transilvania gozó de un gran auge durante el siglo XVI e inicios del XVII, con representación en el Parlamento regional. Las libertades de los mineros fueron refrendadas a iniciativa de Gábor Bethlen en el Parlamento de 1618. Durante el reinado de María Teresa I de Austria se introdujeron innovaciones técnicas para aumentar la productividad de las minas.  La ciudad participó en el movimiento de Sofronie de Cioara (1759-1761). Aparece en el Josephinische Landesaufnahme de 1769-1773 (sección 136) bajo el nombre Abrud Banya. A lo largo del Váljé Korna, un valle 1–2 km al sureste de Abrud, el mapa muestra varios molinos de pisón de procesamiento de mineral de oro (Stampf-Mühlen).
Fue uno de los centros del levantamiento popular transilvano liderado por Horea, Cloșca y Crișan (1784) contra el Imperio austríaco y de la revolución de 1848, siendo dañada en varias ocasiones a lo largo de esos conflictos. Durante esta última revolución, se dieron negociaciones en la localidad entre los líderes de los campesinos rumanos, dirigidos por Avram Iancu e Ioan Dragoș, los enviados de Lajos Kossuth, diputado del condado de Bihar en el Parlamento de Budapest, para la conciliación de las fuerzas revolucionarias rumanas y húngaras. El 6 de mayo, violando el armisticio negociado, el mayor Imre Hatvani realizó una acción independiente atacando Abrud y provocando una masacre, con ejecuciones innecesarias, como la del abogado rumano Ioan Buteanu, mientras sus tropas asesinaban al prefecto Petru Dobra. En las siguientes dos semanas 88 rumanos fueron ejecutados en la plaza central y alrededor de 2,500 húngaros perecían en venganza a manos de las tropas de Iancu en Abrud y Roșia Montană. Dragoș fue asimismo ejecutado, al ser considerado un traidor. La escalada del conflicto no pudo ser detenida, y Abrud fie conquistada y perdida por las tropas húngaras en varias ocasiones hasta el 18 de mayo cuando se retiraron a Arad.
Entre 1918 y 1950 fue centro administrativo de la plasă homónima. La ocupación principal de la población es el sector aurífero en la vecina Roșia Montană.

## Política y administración
La administración de Abrud está encabezada por un alcalde y un consejo local con quince integrantes. El alcalde actual, Albu Cristian Alexandru, del Partido Nacional Liberal, ejerce desde 2020. 
En las elecciones locales de Rumania de 2020, el partido del alcalde obtuvo cinco consejeros en el consejo local, los mismos que el Partido Socialdemócrata. El Partidul Alternativa pentru Demnitate Naţională, la Unión Salvar Rumanía, el Partido Alianza de Liberales y Demócratas, Kopenetz Lorand-Márton y PRO Romania obtuvieron uno cada uno.

## Patrimonio

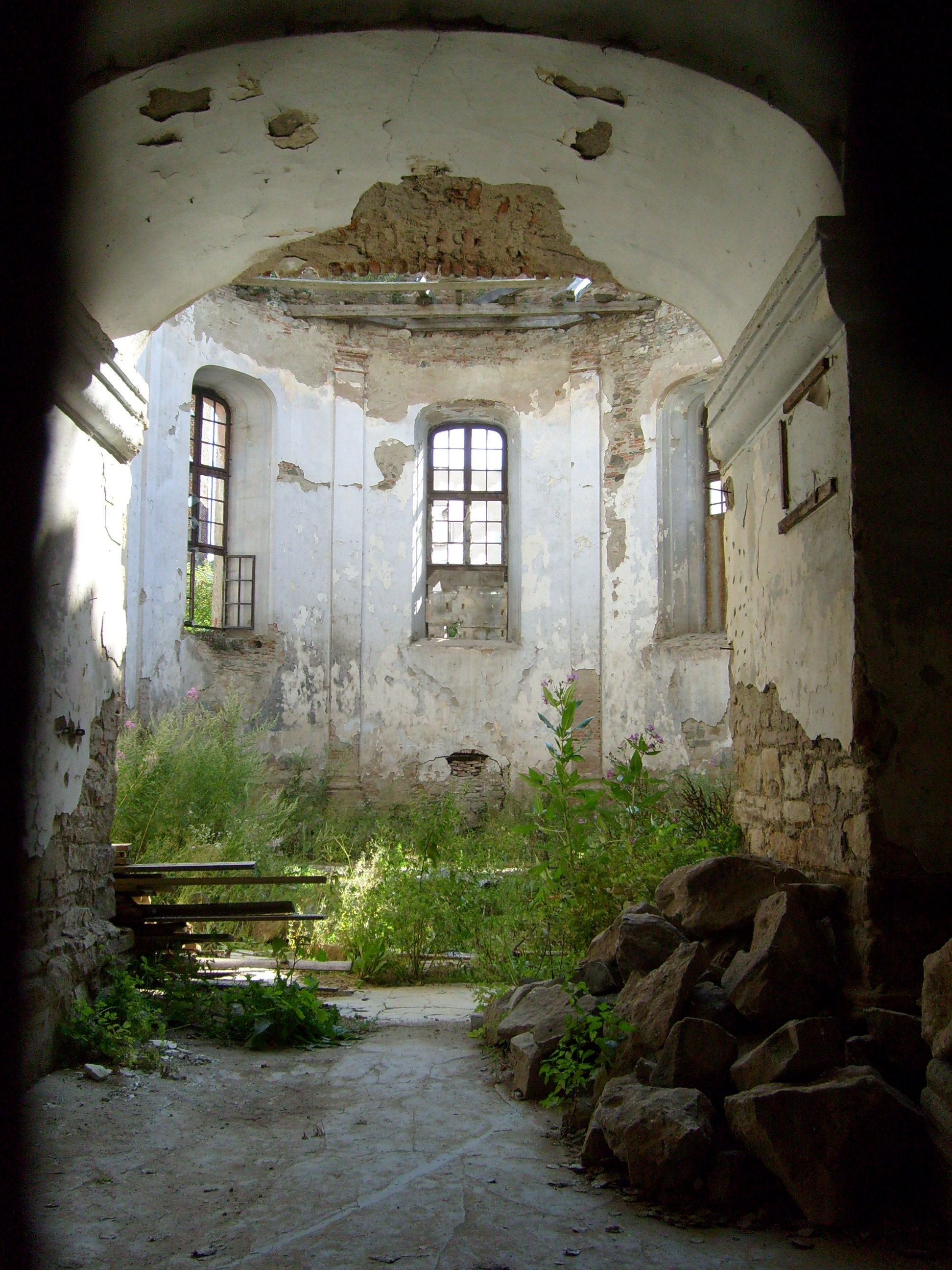
Interior de la iglesia unitaria.

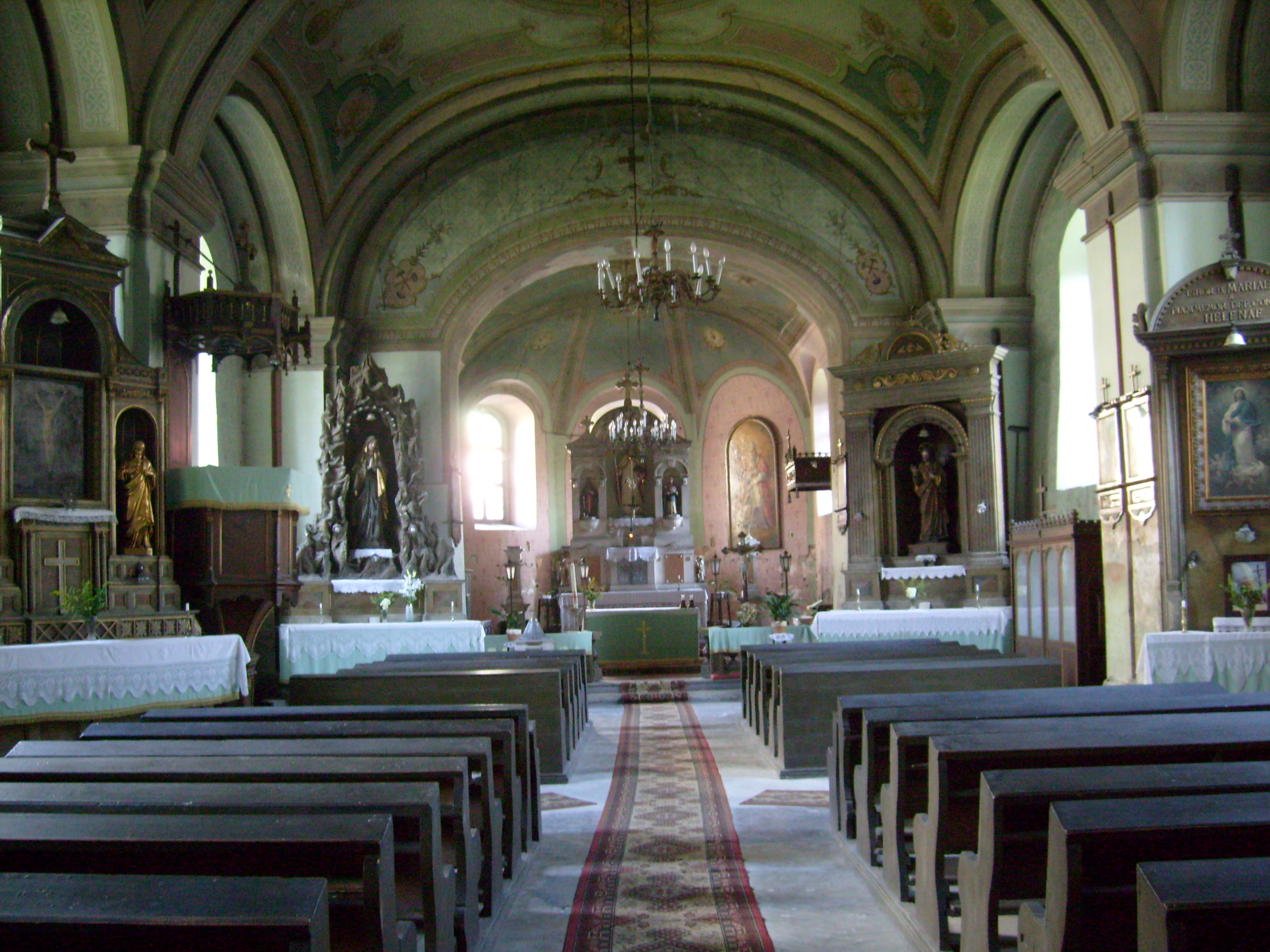
Interior de la iglesia católica de San Nicolás.

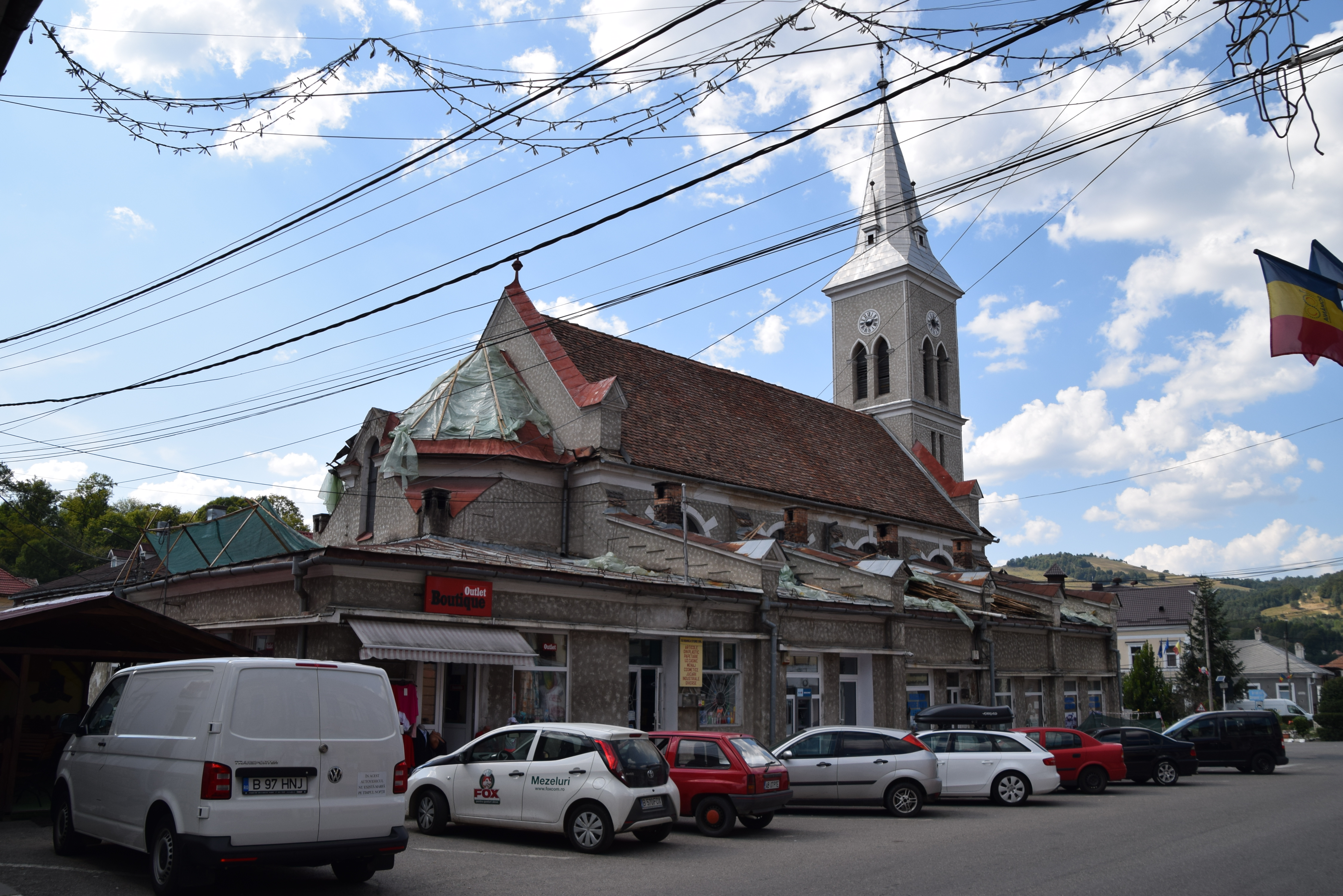
Iglesia reformada.

Los siguientes edificios de Abrud están incluidos en la lista de monumentos históricos del distrito de Alba del Ministerio de Cultura y Patrimonio Nacional de Rumanía (2010):
- Iglesia de los Santos Apóstoles (siglo XVIII)
- Iglesia católica (siglos XIV-XVIII, calle Detunata, 2). La iglesia cuenta con pinturas murales de los siglos XIV y XV, en las que se representan, junto a escenas pertenecientes a la iconografía occidental como el Martirio de San Erasmo, escenas comentadas con inscripciones cirílicas, que prueban la participación de un pintor rumano.
- Casa y portón (siglo XIX, calle Detunata, 25)

En el lugar llamado Pocevelişte, junto al río Cerniţa, fue fundado a mediados del siglo XVIII un pequeño monasterio de monjes ortodoxos. A pesar de la orden de destruir los monasterios ortodoxos de Transilvania emitida por el general Adolf von Buccow en 1761, el monasterio ortodoxo salió ileso. En la época de Dionisije Novaković (1705-1767) tenía un solo monje.
Asimismo cabe destacar otros edificios de relevancia histórica en la localidad:
- Iglesia de la Dormición de la Madre del Señor de Abrud (1787), ortodoxa).
- Iglesia unitaria.
- Iglesia reformada de Abrud (siglo XIX).
- Iglesia ortodoxa de la calle Mărășești, 2, antigua escuela parroquial primaria rumana entre 1680 y 1918. En su cementerio reposan algunos de los rumanos ejecutados en 1848.
- Casa lui Ioan Buteanu, uno de los colaboradores más cercanos de Avram Iancu. La asamblea de los revolucionarios rumanos de los montes Apuseni tuvo lugar aquí el 3 de abril de 1848.
- Casa tribunului Ioan Șuluțiu, creador de la artillería moților, anfitrión de los revolucionarios Alexandru Golescu y Barbu Iscovescu de Valaquia.
- Casa lui Ioan Boieriu, viceprefecto y alcalde de Abrud entre 1848 y 1849.
- Casa Memorial Alexandru Ciura, casa paterna del escritor Alexandru Ciura (1876-1936); aquí es donde tuvo lugar el encuentro entre Nicolae Bălcescu y Avram lancu. El edificio alberga una exposición permanente de documentos sobre la historia de Abrud, especialmente de 1848-1849.
- Bustos: La memoria de Horea, Avram Iancu e Ioan Buteanu, es evocada por sus bustos erigidos en el centro de la ciudad.
- El Monumentul Eroilor Neamului, ubicado en el cementerio de la Iglesia Ortodoxa de Abrud, fue erigido en memoria de los rumanos caídos en la Primera Guerra Mundial. El obelisco tiene 2 m de altura y está hecho de piedra arenisca tallada. Tanto en el lado oeste como en el lado este hay una inscripción conmemorativa. Otra inscripción se puede encontrar en la placa de mármol de la fachada del Obelisco: În amintirea Eroului nostru, Carol Sturza, căzut în luptă - 1916 ("En memoria de nuestro Héroe, Carol Sturza, que cayó en batalla - 1916").

## Transportes

### Carretera
La red de tráfico rodado que sirve a la ciudad está compuesta por la DN74 Alba Iulia - Abrud - Brad, DN74A Abrud - Câmpeni, DJ742 Abrud - Corna, DC116 Abrud - Soharu. Hay conexiones por carretera operativas con Alba Iulia, Deva, Brad, Oradea, Câmpeni, Turda y Cluj. La longitud de las calles de la ciudad es de 56 km, de los cuales 18 km están modernizados. 

### Ferrocarril

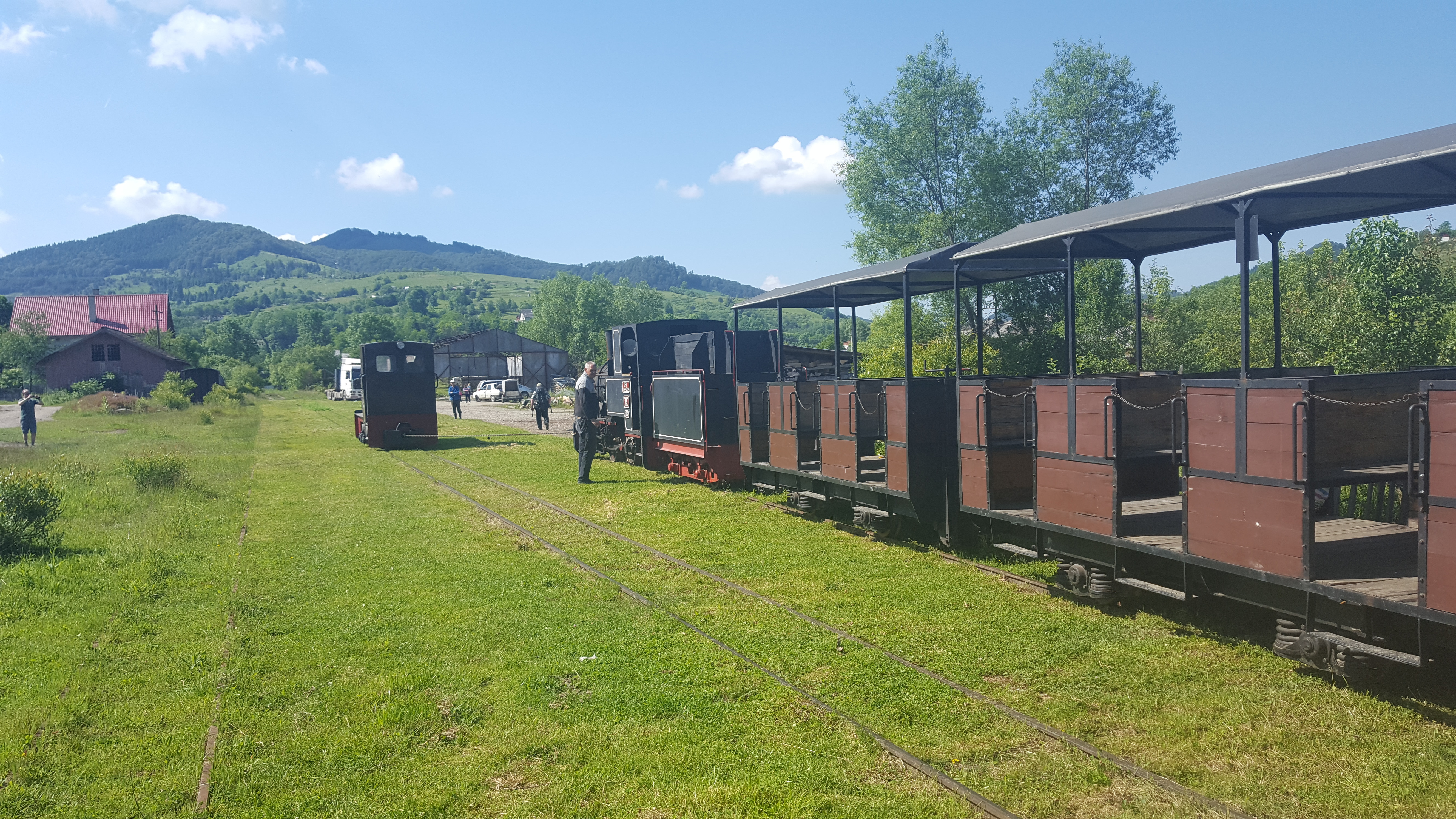
Estación de Abrud.

La línea ferroviaria de vía estrecha Abrud-Turda tiene uno de sus estaciones terminales en esta localidad. La estación figura en la lista de monumentos históricos del distrito de Alba, desarrollada por el Ministerio de Cultura y Patrimonio Nacional de Rumania en 2010. El tren Mocănița circula ocasionalmente entre Abrud y Câmpeni en un trayecto turístico local.

### Transporte aéreo
La ciudad de Abrud se halla a 140 km del Aeropuerto Internacional de Sibiu y a 135 km del Aeropuerto de Cluj-Napoca.

## Personalidades
- Vasile Coloși (1779-1814), sacerdote católico griego y filólogo.
- Alexandru Sterca-Șuluțiu (1794-1867), metropolitano greco-católico.
- Ioan Sterca-Șuluțiu (1796-1858), chambelán en la administración de Transilvania, propietario de minas de oro, hermano del anterior.
- Alexandru Ciura (1876-1936), sacerdote, prosista y publicista.
- Anton Kagerbauer (1814-1872), arquitecto.
- Nick Stuart (1904-1973), actor.
- Ovidiu Bic (n. 1994), futbolista.

## Galería de imágenes

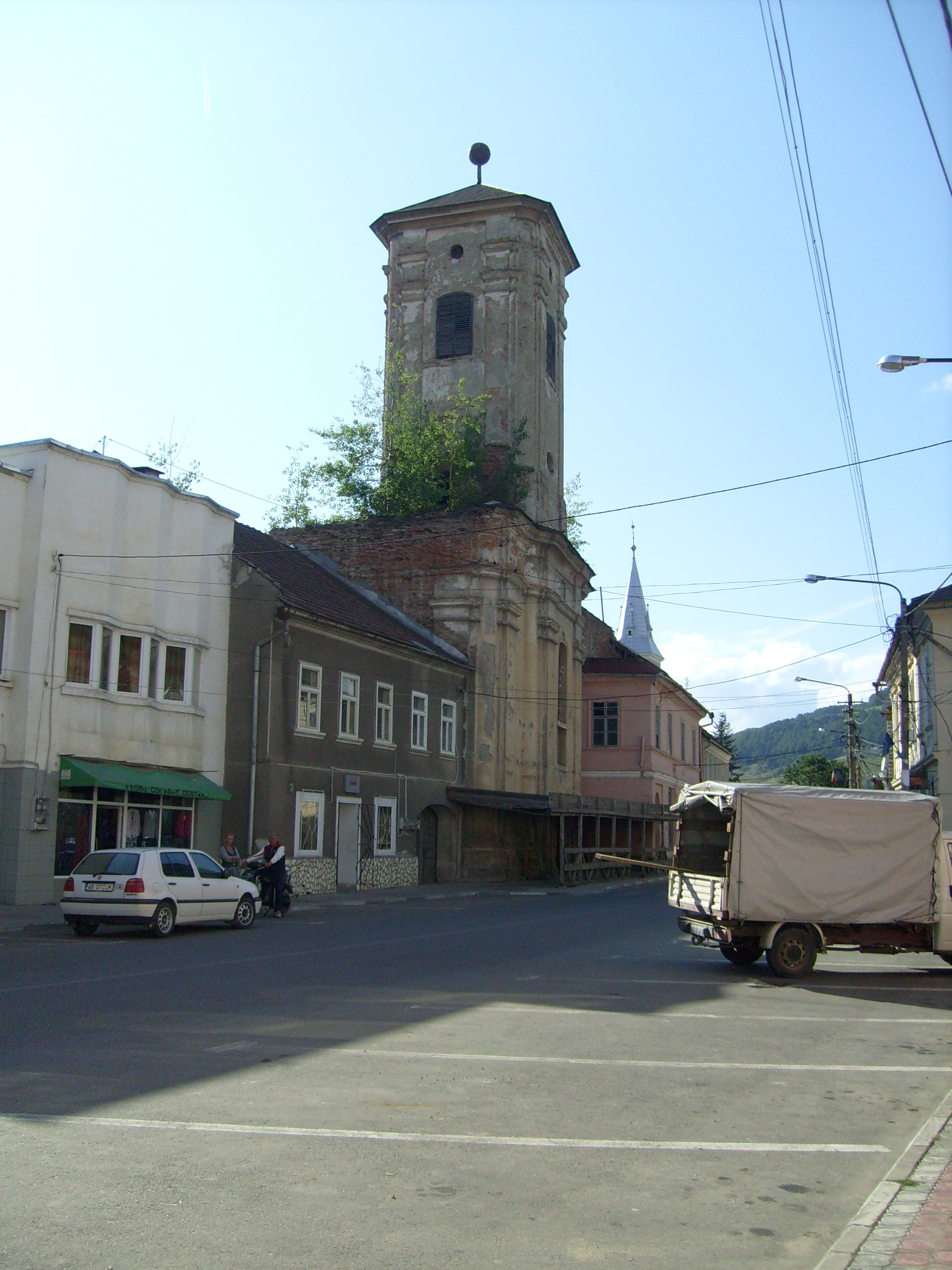
Iglesia unitaria de Abrud, con la reformada al fondo.
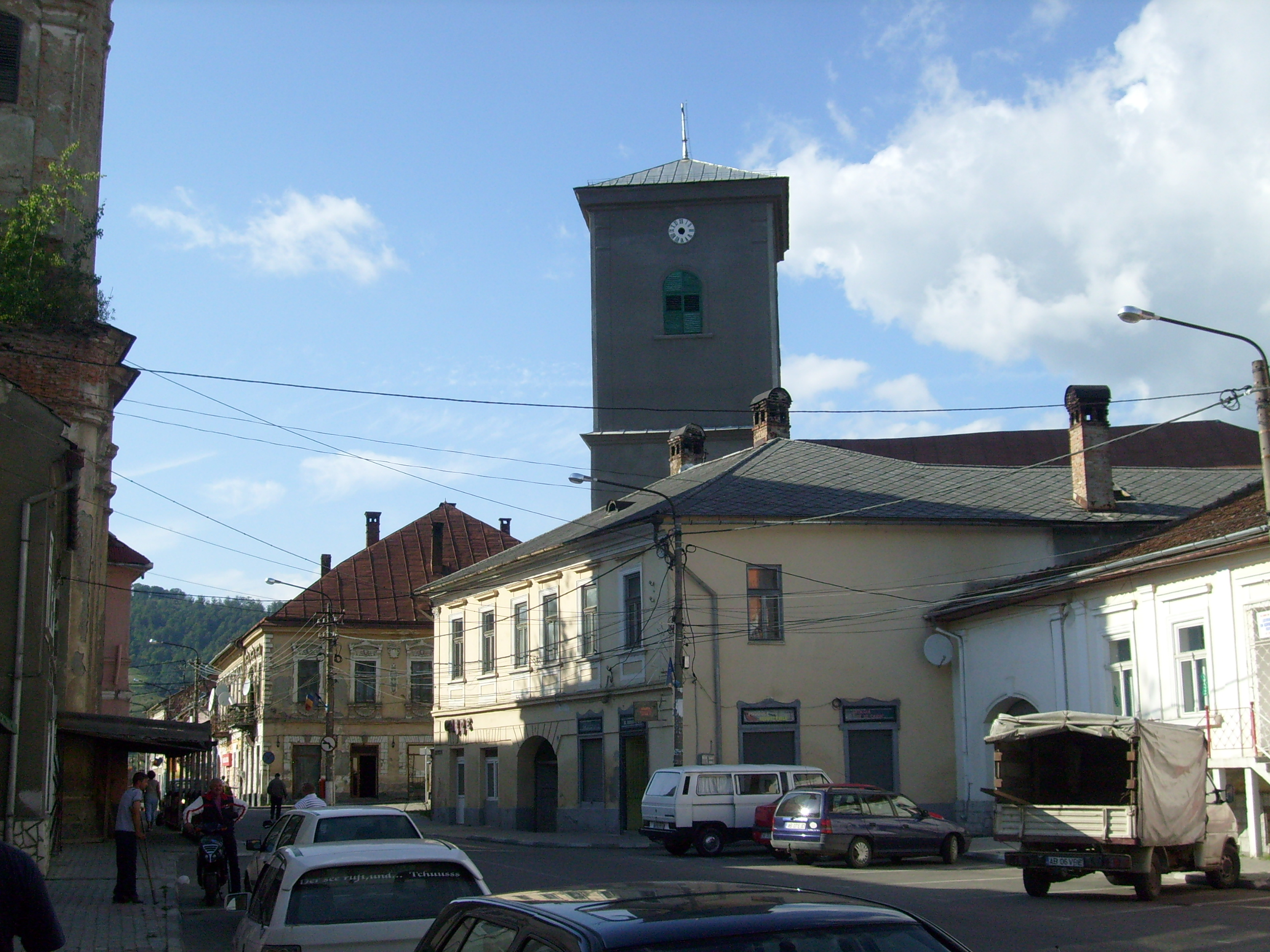
Iglesia católica de San Nicolás.
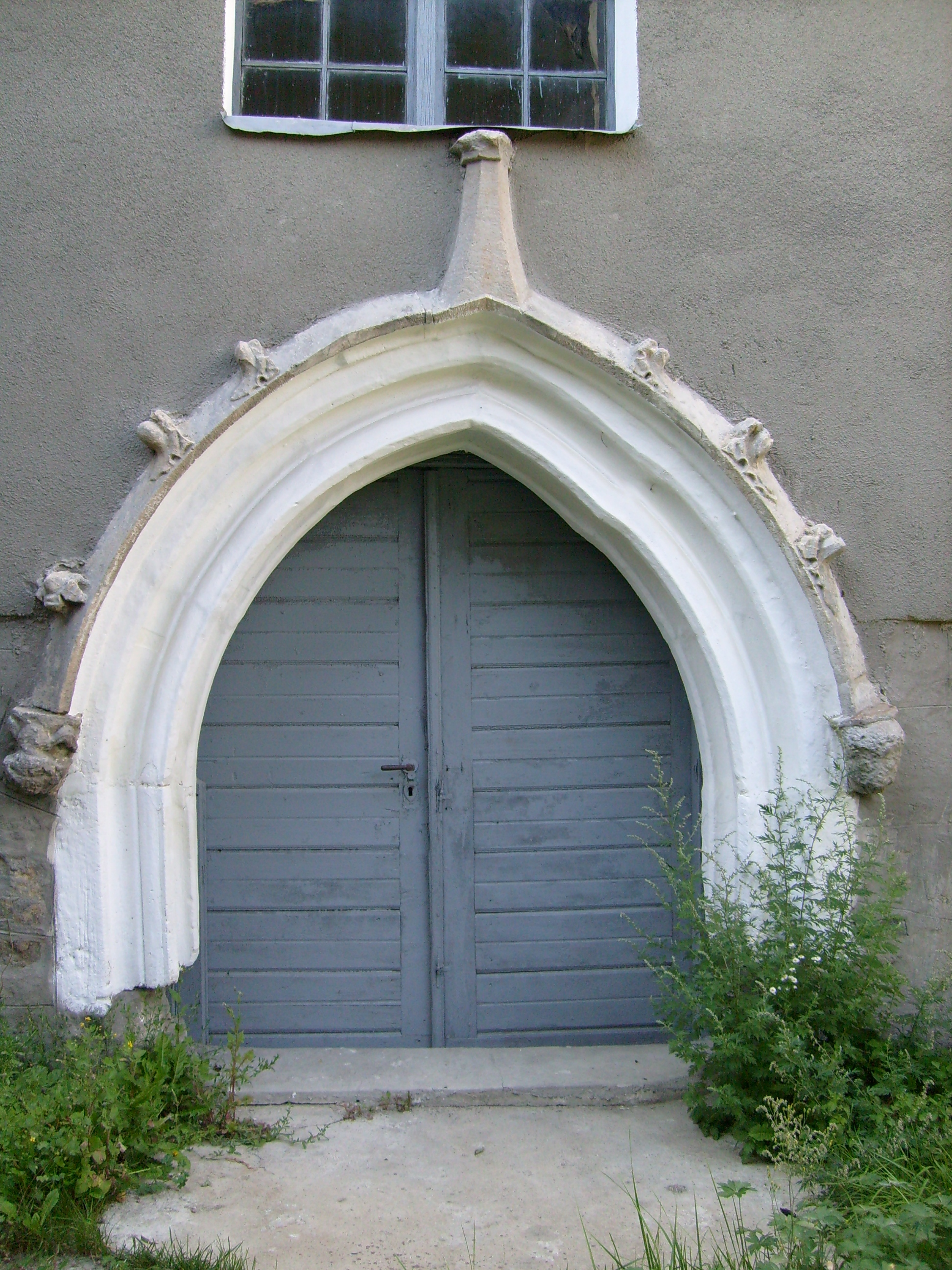
Portal sur de la iglesia católica (siglo XIII).
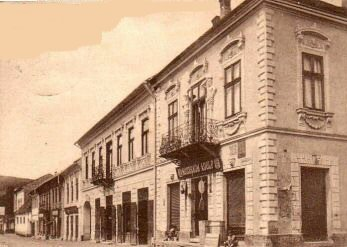
Abrud, principios del siglo XX.